# Höggud
Höggud, eller högsta väsende, är en religionshistorisk term för en gudstyp, som alltid karakteriseras av upphöjdhet (gärna med anknytning till himlen), skaparkraft, allvetande och avsaknad av regelbunden kult.
Höggudar har påvisats hos många folk, men ofta har också de indoeuropeiska folkens himmelsgudar räknats hit. I diskussionen om gudstrons uppkomst och om monoteismen som den ursprungliga religionen, har höggudstron spelat en viktig roll i Sverige, särskilt hos Geo Widengren.